# Paulo Nunes
Arílson de Paula Nunes, mais conhecido como Paulo Nunes (Pontalina, 30 de outubro de 1971), é um ex-futebolista brasileiro que atuava como atacante. Participou do reality show da Record A Fazenda 6 em 2013, sendo o sétimo eliminado. Atualmente é comentarista do canal SporTV e co-apresenta o programa Segue o Jogo, na TV Globo.

## Carreira
Paulo Nunes foi revelado nas divisões de base do Flamengo, clube que defendeu, profissionalmente, entre 1990 e 1994, quando conquistou seus primeiros títulos. Pelo Flamengo foram 155 jogos com 34 gols marcados.
Fez parte de toda uma nova geração de jogadores surgidos na Gávea, que incluíam Djalminha, Júnior Baiano, Marquinhos, Nélio e Marcelinho Carioca.
Em 1995, deixou o Flamengo e foi jogar no Grêmio, onde acabou fazendo, com Jardel, outro preterido do futebol carioca, este vindo do Vasco da Gama, uma dupla de ataque infernal.
Certamente, foi no Grêmio, que Paulo Nunes viveu a fase mais gloriosa de sua carreira, tendo conquistado dois Campeonatos Gaúchos, uma Libertadores, um Campeonato Brasileiro, uma Recopa Sul-Americana e uma Copa do Brasil. Não fosse isso o bastante, ele também foi o artilheiro do Campeonato Brasileiro de 1996, com dezesseis gols marcados, e da Copa do Brasil de 1997, com nove gols.
A excelente fase no Grêmio rendeu-lhe a Bola de Prata, por seu desempenho no Campeonato Brasileiro de 1996, além da convocação para a Seleção Brasileira, que disputou a Copa América de 1997, na Bolívia.
Após sua saída do Grêmio, em 1997, foi jogar na Europa, quando passou a defender o Benfica. Lesões e conflitos com outros jogadores do plantel, todavia, acabaram por atrapalhar sua trajetória. Com isso, retornou ao Brasil, em 1998, vestindo a camisa do Palmeiras, outro clube onde acabou fazendo muito sucesso, com Oséas (recém-chegado do Atlético Paranaense) como parceiro de ataque.
No Palmeiras, Paulo Nunes teve atuações memoráveis, ganhando mais uma Copa do Brasil, a sua terceira no currículo, além de uma Copa Mercosul onde o Palmeiras eliminou antes de chegar às finais o Boca Juniors com Abbondanzieri, Gustavo Schelotto, Riquelme, no melhor momento de sua carreira, Palermo e o técnico Carlos Bianchi. Conquistou também a Libertadores de 1999, a segunda de sua carreira.
Em meio a esses títulos, Paulo foi decisivo em goleadas por 3–0 e 4–1, sobre o maior rival do Palmeiras, o Corinthians. Posteriormente, teve uma segunda passagem pelo Grêmio, esta não tão gloriosa quanto a primeira. Jogou ainda no próprio Corinthians, no qual foi constantemente hostilizado pela torcida por ter sido ídolo do rival e por supostamente ter ficado do lado de Ricardinho em um entrevero entre ele e Marcelinho (do qual Nunes afirma nunca ter tomado partido de nenhum dos lados), e do qual decidiu sair depois de receber ameaças da torcida. Após ter tido um possível retorno ao Flamengo rejeitado pelo então treinador Lula Pereira, foi contratado pelo Gama no qual, ironicamente, marcou na vitória da equipe sobre o próprio Flamengo pelo Campeonato Brasileiro de 2002 em jogo que levou à demissão de Pereira. Passou ainda pelo Al Nassr e Mogi Mirim, encerrando sua carreira, por este último clube, em 2003, tendo 32 anos de idade, devido às seguidas cirurgias no joelho (foram cinco, ao longo da carreira).

## Curiosidades
No programa "Segue o Jogo", da Rede Globo, exibido em dezembro de 2020, o apresentador Lucas Gutierrez afirma que o Paulo Nunes nunca converteu uma cobrança de pênalti, fato este que foi confirmado pelo próprio Paulo Nunes, que disse ter batido 4 pênaltis, e errado todas as cobranças. Apesar disso, porém, no segundo jogo da semifinal do Torneio Rio-São Paulo de 1998 (São Paulo 1–0 Palmeiras), houve uma disputa de pênaltis, e Paulo Nunes foi um dos jogadores palmeirenses a converter sua cobrança, fato este comprovado pelo VT do jogo disponibilizado no YouTube.

## Estatísticas
Flamengo
- De acordo com o livro "Almanaque do Flamengo", de Roberto Assaf e Clóvis Martins, ele atuou em 149 jogos, sendo 73 vitórias, 40 empates, 36 derrotas. Marcou 31 gols.

Grêmio
- 197 Jogos (106 V, 46E e 45D). 51 gols marcados

Palmeiras
- Segundo o Almanaque do Palmeiras, de Celso Unzelte e Mário Sérgio Venditti, vestiu a camisa do clube em 133 jogos, sendo 73 vitórias, 30 empates, 30 derrotas. Marcou 60 gols.

Corinthians
- Atuou em 25 partidas, sendo 16 vitórias, 4 empates e 5 derrotas. Marcou 4 gols. (Fonte: Almanaque do Corinthians, de Celso Unzelte)

### Jogos pela Seleção Brasileira
| Nº | Data                | Competição        | Local            |        | Placar | Adversário | Gols | Ref. |
| -- | ------------------- | ----------------- | ---------------- | ------ | ------ | ---------- | ---- | ---- |
| 1  | 3 de junho de 1997  | Torneio da França | Lyon (França)    | Brasil | 1 – 1  | França     | 0    |      |
| 2  | 29 de junho de 1997 | Copa América      | La Paz (Bolívia) | Brasil | 3 – 1  | Bolívia    | 0    |      |

## Títulos
Flamengo
- Copa São Paulo de Futebol Júnior: 1990
- Campeonato Brasileiro: 1992
- Copa do Brasil: 1990
- Campeonato Carioca: 1991
- Copa Rio: 1991
- Taça Rio: 1991
- Campeonato da Capital: 1991, 1993
- Taça Brahma dos Campeões: 1992
- Taça Libertad: 1993
- Torneio Internacional de Kuala Lumpur: 1994

Grêmio
- Copa Sanwa Bank: 1995
- Copa Libertadores da América: 1995
- Recopa Sul-Americana: 1996
- Campeonato Brasileiro: 1996
- Copa do Brasil: 1997
- Campeonato Gaúcho: 1995, 1996

Palmeiras
- Copa Libertadores da América: 1999
- Copa Mercosul: 1998
- Copa do Brasil: 1998

Corinthians
- Campeonato Paulista: 2001

Seleção Brasileira
- Copa América: 1997

## Prêmios Individuais
Grêmio
- Bola de Prata da Revista Placar: 1996

### Artilharias
Grêmio
- Campeonato Brasileiro: 1996 (16 gols)
- Copa do Brasil: 1997 (9 gols)